# Hermògenes de Tricca
Hermògenes (en llatí Hermogenes, en grec antic Ἑρμογένης) va ser un dels seguidors i admiradors d'Erasístrat, esmenta per Galè (De Simplic. Medicam. Temper. ac Facult. 1.29, vol. 11. p. 432), probablement el mateix metge que apareix en una inscripció trobada a Esmirna que diu que era fill de Caridem i que va escriure gran nombre d'obres mèdiques i històriques. El seu pare seria probablement el notable metge Caridem seguidor també d'Erasístrat i, per tant, hauria viscut al segle III aC i segle ii aC. Una altra inscripció parla d'un metge de nom Hermògenes, nadiu de Tricca a Tessàlia, que també podria ser aquest mateix personatge.